# Neofinetia
Neofinetia, abbreviated Neof in horticultural trade, là một chi thực vật trong họ Orchidaceae. It contains 3 species (Richardsiana, Xichangnensis and Falcata) được tìm thấy ở Trung Quốc, Hàn Quốc và Nhật Bản.
Although Neofinetia Xichangnensis might be a variation in size of Richardsiana or viceversa, taxonomists have not declared a certainty in this classification.

## Hình ảnh

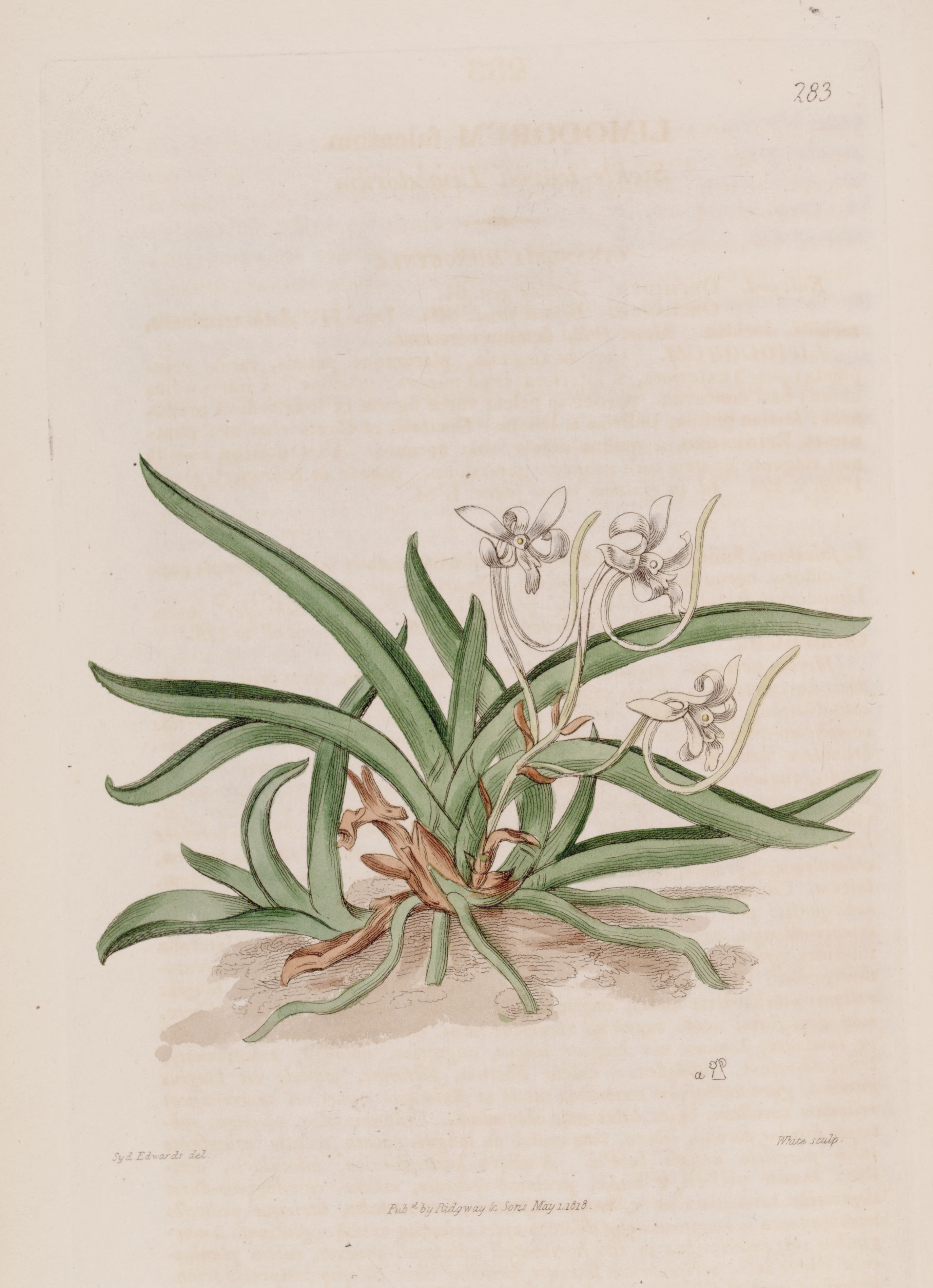
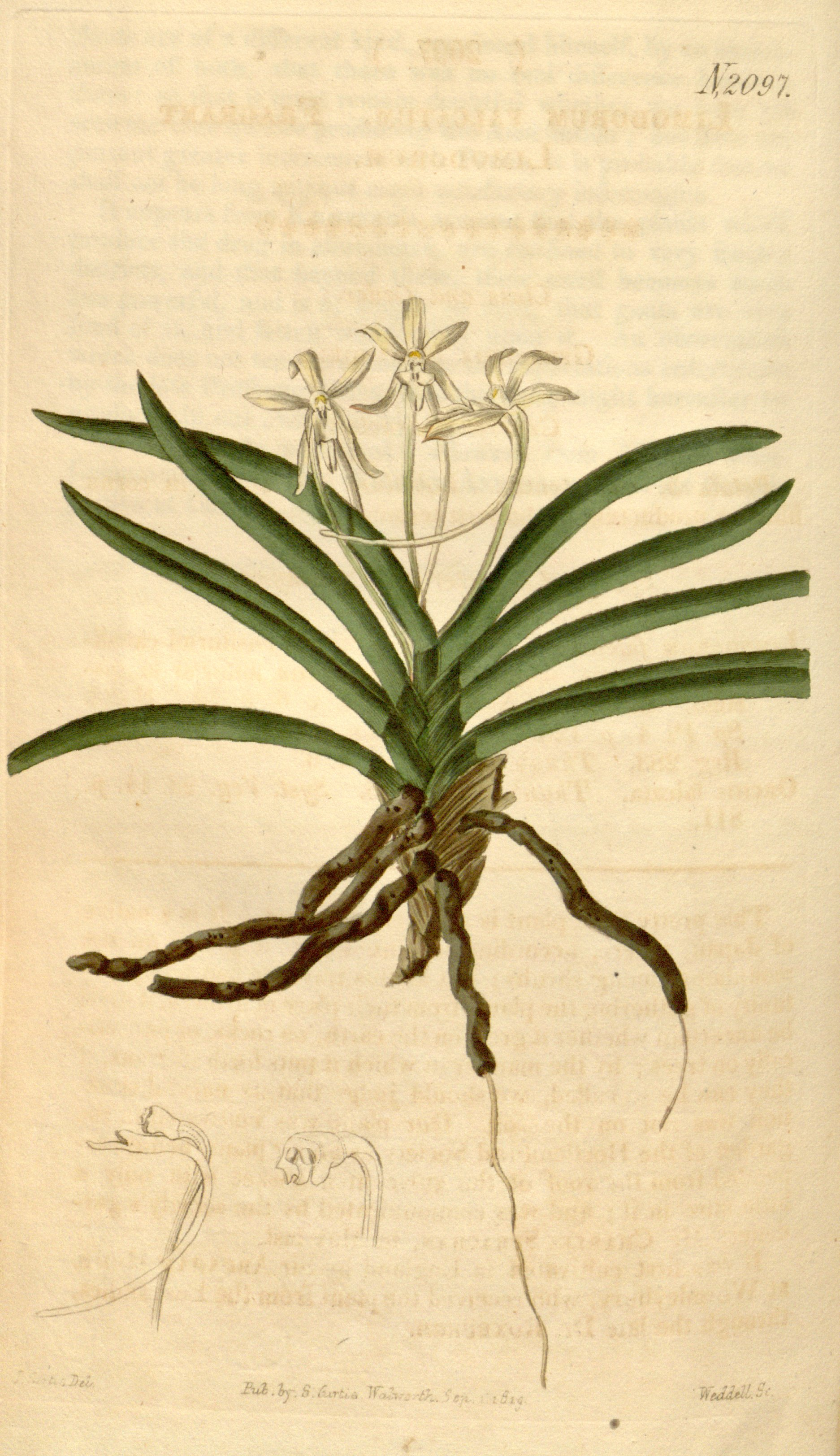
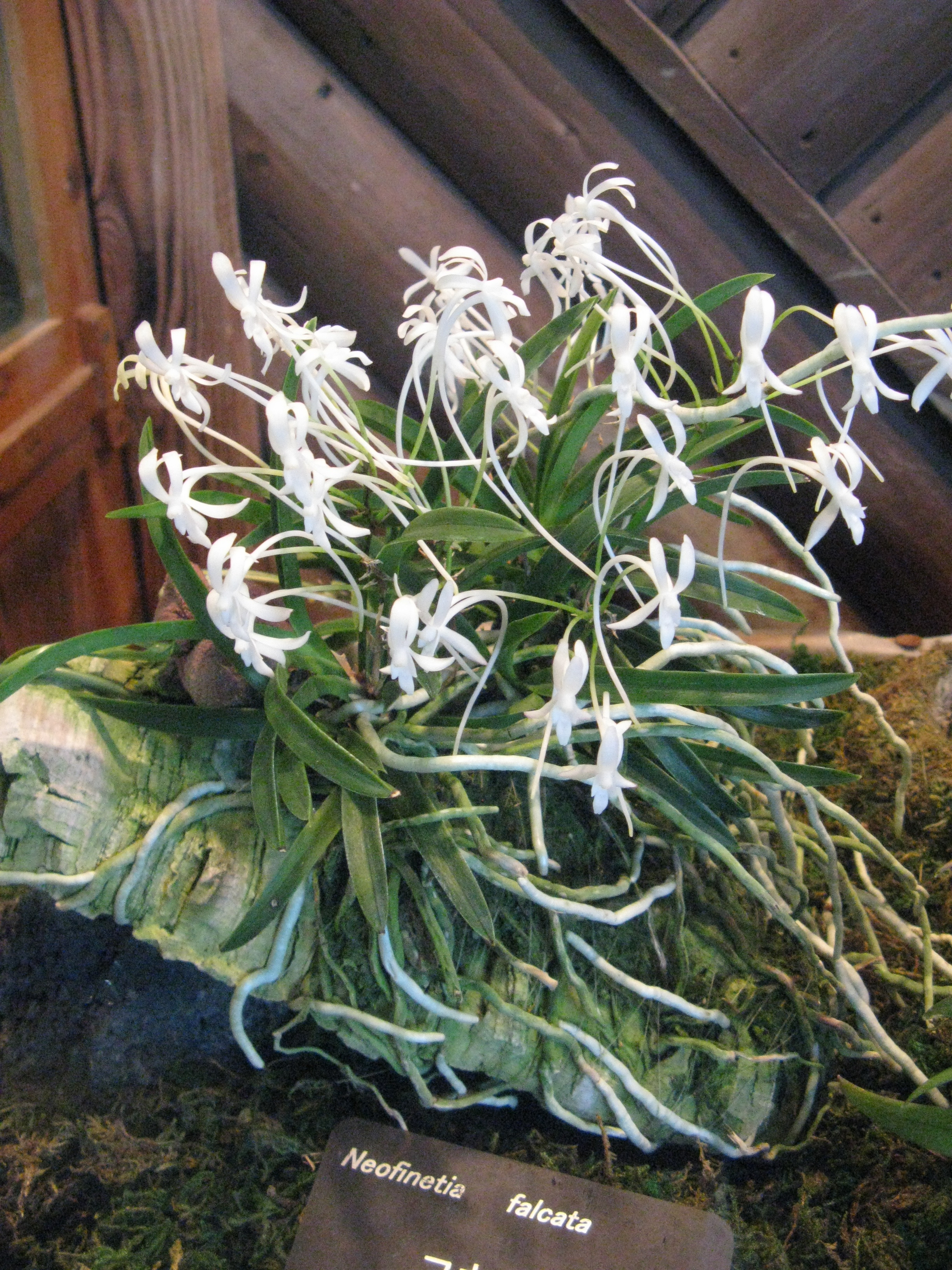

- Tập tin:Neofinetia.jpg